# Du fängst den Wind niemals ein
Du fängst den Wind niemals ein ist ein Schlager von Howard Carpendale aus dem Jahr 1974.

## Entstehung und Veröffentlichung
Das Lied wurde vom Interpreten selbst, zusammen mit Melody Clan und Fred Jay geschrieben beziehungsweise komponiert. Der Text spricht eine geliebte Person an, von der der Protagonist fürchtet verlassen zu werden, und die er mit dem Wind vergleicht, der „nicht gebunden“ sein will. Carpendale zeichnete darüber mit Werner Dies, Thomas Meisel sowie Dieter Weidenfeld für die Produktion verantwortlich.
Im August 1974 erschien Du fängst den Wind niemals ein als 7″-Single mit der B-Seite Wer soll es sein bei EMI (Katalognummer: 006-30 550). Im gleichen Jahr erschien das Lied als Teil von Howard Carpendales fünften gleichnamigen Studioalbums bei HörZu (Katalognummer: 062-29 556).
Um das Lied zu bewerben, erfolgte unter anderem ein Liveauftritt in der Musiksendung disco am  23. November 1974. In der ZDF-Hitparade wurde Du fängst den Wind niemals ein als Neuvorstellung am 30. November 1974 präsentiert; in den beiden darauffolgenden Sendungen am 28. Dezember 1974 und am 25. Januar 1975 sang Carpendale den Titel jeweils als drittplatzierter beziehungsweise als zweitplatzierter erneut. Am 27. Oktober 1983 führte Carpendale das Lied zudem in der ZDF-Sendung Super-Hitparade – Schlager, die man nicht vergißt 1983 auf.

## Charts und Chartplatzierungen
Du fängst den Wind niemals ein stieg am 23. September 1974 auf Rang 37 der deutschen Singlecharts ein und erreichte seine Bestplatzierung am 30. Dezember 1974 mit Rang acht. Die Single konnte sich 28 Wochen in den Charts platzieren, zwei davon in den Top 10. Letztmals platzierte sich das Lied in der Chartwoche vom 24. März 1975. Die Single avancierte für Howard Carpendale zum zehnten Charthit in Deutschland sowie nach Das schöne Mädchen von Seite 1 zum zweiten Top-10-Hit. Bis dato konnte sich keine Single von Carpendale länger in den Charts platzieren, zuvor platzierte sich … da nahm er seine Gitarre (1974) mit 17 Wochen am längsten. Die Nachfolge-Single Deine Spuren im Sand (1975) löste Du fängst den Wind niemals ein mit 30 Wochen jedoch wieder als erfolgreichster Dauerbrenner ab. 1975 belegte Du fängst den Wind niemals ein Rang 47 der deutschen Single-Jahrescharts.
In Österreich stieg das Lied am 15. Januar 1975 auf Rang 20 ein und erreichte seine beste Platzierung in der nächsten Monatsausgabe mit Rang 13. Danach schied Du fängst den Wind niemals ein wieder aus den Charts aus. Die Single avancierte zum ersten Charthit für Carpendale in Österreich.
| ChartsChartplatzierungen | Höchstplatzierung | Wochen/ Monate |
| ------------------------ | ----------------- | -------------- |
| Deutschland (GfK)        | 8 (28 Wo.)        | 28 Wo.         |
| Österreich (Ö3)          | 13 (2 Mt.)        | 2 Mt.          |

| ChartsJahrescharts (1975) | Platzierung |
| ------------------------- | ----------- |
| Deutschland (GfK)         | 47          |

## Coverversionen
- 1975: James Last – Überall blühen Rosen / Du fängst den Wind niemals ein (Album: Sing mit 3)[9]
- 2004: Michael Schön[9]